# Imittos
Imittos (met klemtoon op de -o-) is de moderne naam van de Hymettus (Grieks Ὑμηττός), een middelhoge bergrug in Griekenland, gelegen op ongeveer vier km ten oosten van het centrum van Athene. In de volksmond wordt hij ook weleens Trellovuni (d.i. Gekkenberg) genoemd.
Het smalle gebergte loopt van noord naar zuid over een afstand van circa 20 km en bestaat uit twee delen: de Grote (tot 1026 m hoog) en de Kleine Immittos (tot 774 m hoog), met daartussen een pas waardoor in de oudheid de weg van Athene naar Sphettus liep.
Het gebergte leverde twee waardevolle soorten marmer: het blauwgrijze of hymettische en het witte of pentelische marmer. De flora op de bergflanken leende zich bijzonder tot de bijenteelt: de honing van de Hymettus was destijds "wereld"beroemd.

## Trivia
Het voetbalstadion van Vyronas is aan de voet van de berg gelegen.